# Strobilation

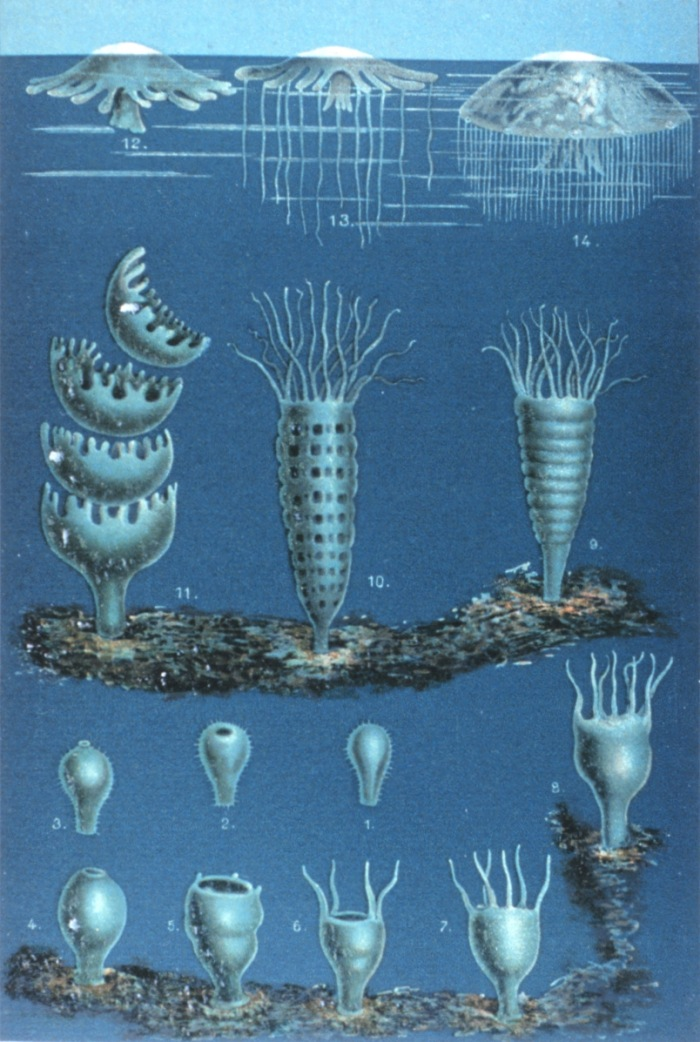
Livscykeln hos schyphozoa; 1-8 - planulafastsättning och metamorfos till schyphistoma; 9-10 - schyphistomastrobilation; 11 - ephyrafrisläppning; 12-14 - omvandling av ephrya till en adult medusa.

Strobilation är en mekanism för asexuell reproduktion och en del av livscykeln hos scyphozoer bl.a. av släktet Aurelia, öronmaneter, vilka lever globalt i marina miljöer. En liknande mekanism, även den kallad strobilation, används hos Cestoda, bandmaskar. 

## Strobilation hos maneter
Livscykeln inleds då adulta hanliga medusor avger spermier, vilka befruktar ägg från hon-medusor. Befruktningen sker i öppet hav eller i honans gastralhåla. Detta utgör den sexuella delen av Aurelias reproduktionscykel.  
Efter befruktning utvecklas en karaktäristisk cilierad planulalarv, en zygot, som simmar ner till botten och fäster in till en hård yta varpå larven utvecklas till en polyp; en så kallad scyphistom. Polypen liknar en hydra, men har de 4 inre gastrodermala membranen som karaktäriserar en manet. När scyphistoman blir könsmogen kan den föröka sig genom asexuell avknoppning. Avknoppningen sker antingen direkt från stjälkväggen eller från dess stolon. När avknoppningen sker via stolonen bildar den könsmogna scyphistoman utlöpare. I utlöparens ände kommer det bildas en ny polyp . 
När speciella förhållanden råder, ofta under våren, kan strobilationen initieras. Medusae kan antingen produceras genom monodisc strobilation då de produceras en i taget, eller genom polydisc strobilation. Det sistnämnda innebär att scyphistoman bildar en stapel av tefatsliknande strukturer, knoppar, som sedan släpps fria när de mognar. Omogna och nyligen frisläppta medusae kallas ephyrae. Vissa individer överlever endast en strobilaton medan andra kan överleva i flera år och asexuellt skapa nya scyphistoma och släppa fri nya ephyrae. För att överleva till nästkommande säsong genomgår strobilapolypen en morfologisk förändring för att bli en scyphistom igen, då detta är nödvändigt för dess överlevnad under övervintringen. I detta steg behåller strobilapolypen den sista ephyran i stapeln och de outvecklade tentaklerna hos ephyramedusan återbildas till att vara scyphistomans tentakler. Polypen har nu åter blivit en scyphisom och klarar med hjälp av sina återbildade tentakler att förse sig med föda till nästa säsong. . 
Ephyraernas primära tentakler markerar positionen av adultens rhopalia; sinnesorgan, och dess täckflikar. Mognadsprocessen från en ephyrae till en adult involverar tillväxt mellan dessa tentakler för att göra klockan fulländad.  Utvecklingen till en sexuellt mogen individ kan ta ett par månader upp till ett år beroende på arten. Ephyraerna hos Aurelia på västkusen i USA är sexuellt mogna efter ca. 3 månader

## Miljöfaktorers inverkan på strobilationen
Man har under 1990- och 2000- talet noterat en oväntad ökning av manetblomning globalt. Detta har lett till en intensifierad forskning kring miljöfaktorer som påverkar manerternas strobilation. Den enskilt största faktorn som har effekt på Aurelias strobilation är vattentemperaturen. Vid en ökning av vattentemperaturen sker en markant ökning av strobilationen. Strobilationen ökar även med ökad solinstrålning (insolation), men minskar vid sänkt salthalt. Polypdensiteten verkar dock inte påverka stobilationshastigheten nämnvärt. På grund av den globala uppvärmningen väntas havstemperaturen och solinstrålningen i haven öka globalt, vilket har lett till farhågor om att manetblomning kommer att bli ett större samhällsproblem i framtiden. 

## Kemiska faktorer
Det finns även flera olika hormon och kemiska ämnen som kan inducera processen. För att strobilationen ska börja så ingår det oftast en kallare förstrobilationsdiapaus följt av en temperaturhöjning. Tre joderade föreningar har isolerats från Aurelia under strobilationens tidiga fas, monoiodothyronine (MIT), diiodothyronine (DIT) och thyoxine (T4), vilka tros vara viktiga för initieringen av strobilationen. Även den hormonlika substansen Neck inducing factors (NIT) verkar ha liknande effekt i Chrysaora. Strobilationen resulterar i en drastisk ökning av DNA utan att påverka mängden RNA och proteiner i polypen.

## Betydelse för samhället
Utbrott av manetblomning av släktet Aurelia på grund av ökad strobilation är ett stort problem i synnerhet för fiskeindustrin med stora ekonomiska förluster som följd. Maneter konkurrerar om fisken då de är predatorer, orsakar massdöd i marina fiskodlingar samt minskar fångsten genom att de fastnar i fiskenäten. I Sverige har utbrott av manetblomning i Östersjön även orsakat stopp i kylintaget i kärnkraftverket i Oskarshamn.   

## Strobilation hos bandmask
Kroppen hos Cestoda består av en lång kedja av segment vilka kallas proglottider. Kedjan i sig kallas för strobila. Varje proglottid innehåller både hanligt och honligt reproduktionssystem. 
Den vanligaste formen av fertilisering mellan bandmaskar är korsbefruktning, dock använder sig underklassen Eucestoda av självbefruktning. Proglottider kan även transportera spermier mellan varandra och på så sätt kan proglottider från samma individ befrukta varandra. Därefter formas embryot i livmodern, proglottiden bryts av och bildar en skalförsedd larv.